# Zosteròpids
Els zosteròpids (Zosteropidae) són una família d'ocells de l'ordre dels passeriformes que reben en anglès el nom vulgar de "white-eye" (ull blanc) i en alemany el de "Brillenvogel" (ocell d'ulleres). Arran els estudis de Gelang et al (2009), aquesta família s'ha relacionat amb el complex Timaliidae, i de fet alguns gèneres que eren classificats com a timàlids, ara es consideren dins aquesta família.

## Morfologia
- Fan 10 – 15 cm de llargària i 8 – 31 g de pes.
- En general tenen plomatges en tons verdosos, amb zones grises, groguenques, blanques o marrons.
- Tenen un anell de plomes molt petites, blanques, al voltant de l'ull.
- El bec és curt i fi, i la llengua acaba en uns pèls que fa servir per replegar pol·len.
- En algunes espècies hi ha un cert dimorfisme sexual, amb femelles més apagades que els mascles, o més petites.

## Hàbitat i distribució
Viuen en boscos, selves i encara en jardins, a l'Àfrica subsahariana, Àsia meridional i oriental, Indonèsia, Austràlia, Nova Guinea i diverses illes del Pacífic. Se n'han introduït a Hawaii. Algunes espècies continentals migren en hivern a altituds més baixes, mentre que altra part de la població roman en la zona freda.

## Reproducció
Aquests ocells solen formar parelles per vida. Fan un niu en forma de tassa, entre dues rames d'arbre, amb cobertura. Allà ponen 2 – 4 ous blanquinosos o blau pàl·lid, generalment sense taques, que coven per 10 – 12 dies. Els pollets romanen al niu 10 – 13 dies.

## Alimentació
Mengen insectes, aranyes, nèctar i fruites (sobretot a l'hivern).

## Taxonomia
La classificació del Congrés Ornitològic Internacional (versió 11.1, 2021) inclou 13 gèneres amb 141 espècies:
- Gènere Parayuhina, amb una espècie: iuhina diademada (Parayuhina diademata)
- Gènere Staphida, amb tres espècies.
- Gènere Yuhina, amb 7 espècies.
- Gènere Dasycrotapha, amb tres espècies.
- Gènere Sterrhoptilus, amb tres espècies.
- Gènere Zosterornis, amb 5 espècies.
- Gènere Cleptornis, amb una espècie: zosterop daurat (Cleptornis marchei)
- Gènere Rukia, amb dues espècies.
- Gènere Megazosterops, amb una espècie: zosterop de les Palau (Megazosterops palauensis)
- Gènere Heleia, amb 10 espècies.
- Gènere Apalopteron, amb una espècie: zosterop de les Bonin (Apalopteron familiare)
- Gènere Tephrozosterops, amb una espècie: zosterop bicolor (Tephrozosterops stalkeri)
- Gènere Zosterops, amb 103 espècies.